# Final Fantasy Tactics A2: Grimoire of the Rift
Final Fantasy Tactics A2: Grimoire of the Rift (ファイナルファンタジータクティクス A2 封穴のグリモア?, Fainaru Fantajī Takutikusu Ei Tsū Fūketsu no Gurimoa) è un videogioco di ruolo strategico sviluppato e pubblicato da Square Enix. È il seguito di Final Fantasy Tactics Advance ed è disponibile solo per Nintendo DS e per Nintendo DS Lite.
Il gioco è uscito in Giappone il 25 ottobre 2007, nel Nordamerica il 24 giugno 2008 e nei territori PAL il 27 giugno 2008. Le lingue disponibili nella versione PAL sono: inglese, spagnolo, francese e tedesco.

## Trama
La trama parla di un giovane ragazzo di nome Luso, ragazzo simpatico e socievole con una grande abilità a cacciarsi nei guai, e viene spesso messo in punizione.
La storia inizia quando, l'ultimo giorno di scuola, Luso Clemens viene mandato in punizione dall'insegnante per l'ennesima volta. La pena consisteva nell'aiutare Mr. Randell a pulire la biblioteca scolastica. Luso, una volta sul posto, scopre un antico libro, che narra le vicende di un mondo magico chiamato Ivalice. Il libro sembra tuttavia incompleto, essendo le pagine bianche dal mezzo in poi; Luso decide allora di scrivere il suo nome alla fine del tomo, ma non appena questi finisce di scriverlo, il Grimorio(così si chiama il libro)lo catapulta nel bel mezzo di un bosco, davanti a un gruppo di cacciatori e un'enorme gallina. Luso scoprirà in seguito di trovarsi a Ivalice, e scoprirà anche che il suo libro scrive ogni avvenimento della sua vita magicamente. Così, deciderà di unirsi al gruppo di cacciatori, il Clan Gully. Sua guida nonché capo del Clan è Cid, un revgaji dal misterioso passato. Inoltre si unirà a loro Adelle, una ladra conosciuta tra i cacciatori di taglie come Adelle la Gatta. Insieme a loro, Luso intraprenderà un viaggio nel continente dello Jylland per scoprire di più sul grimorio, e come tornare a casa. Durante la sua avventura a Ivalice verrà a conoscenza di molti personaggi come Hurdy, un bardo moguri, Frimelda, una spadaccina famosissima in tutta Ivalice, e non mancheranno i nemici, come il Clan Khamja, una misteriosa organizzazione di criminali dagli scopi malvagi... 
La trama è più o meno identica a quella del primo FFTA: un ragazzo comune viene per magia teletrasportato in un mondo fantastico.

## Modalità di gioco
La meccanica di gioco è la stessa di quella del primo Final Fantasy Tactics Advance, dove i combattimenti sono gestiti a turni.
Il touch screen può non essere utilizzato e il WFC non è presente.
Le razze sono le stesse del vecchio capitolo più due nuove, una delle quali è stata vista in Final Fantasy XII, i seeq.
- Umani, o Huma, la razza più popolosa di Ivalice. Sono molto versatili e possono svolgere il maggior numero di lavori (jobs);
- Moguri, una razza di piccole creature bassine e dotate di lunghe orecchie, ali di pipistrello (anche se nel gioco non possono volare) e un pom-pom sulla testa, di cui vanno fieri. Sono una razza di ingegneri, costruttori e inventori (non a caso hanno inventato le prime aeronavi);
- Bangaa, una razza dalle sembianze di rettile e ricoperta di squame. Sono molto combattivi, e il loro amore per la battaglia li rende ottimi guerrieri. Da notare che non bisogna mai chiamarli "lucertole", poiché è l'insulto più grave che si possa pronunciare nei loro confronti;
- Viera, chiamate anche "il Popolo della Foresta"; sono molto alte, hanno capelli d'argento e orecchie da coniglio, popolo versatile e capace di praticare svariati lavori, sono veloci e inclini alle arti magiche;
- Nu Mou: queste creature dalle sembianze canine e dalle grosse orecchie caduche sono grandi cultori della Magia; non possedendo infatti alcuna capacità fisica, si sono dedicati alla cura della magia;
- Seeq, una razza di esseri porcini, non molto intelligenti ma dotati di forza bruta; amano ciò che luccica, e tendono infatti a ricoprirsi in modo pacchiano di gioielli in gran quantità;
- Gria, misteriose creature dotate di ali, corna e coda di drago. Privilegiano la fredda lama delle spade alla sottile arte della magia, e a differenza dei Moguri sono in grado di utilizzare le ali per volare per brevi distanze.

Un'altra analogia tra i due videogiochi è data dalle classi, sebbene alcune del primo capitolo sono state sostituite con altre.
Altra differenza con il primo capitolo è la mancanza di GP e, di conseguenza, delle tecniche combo. Invece in FFTA2 durante le battaglie si riempirà una barra delle azioni, individuale per ogni personaggio, raggiunto il 30% della barra sarà possibile evocare uno dei totem a disposizione del personaggio, infatti per l'evocazione del totem sarà necessario equipaggiare speciali accessori, ottenibili in missioni speciali.